# アダレルム・ド・ラン
アダレルム・ド・ラン（Adalhelm de Laon, ? - 885/92年）は、ラン伯。

## 生涯
877年に西フランク王ルイ2世の顧問となった。西フランク王ウードの叔父とされており、息子にラン伯ゴーティエ（892年没）がいる。885年から892年の間に亡くなった。